# Bogdan Mizerski

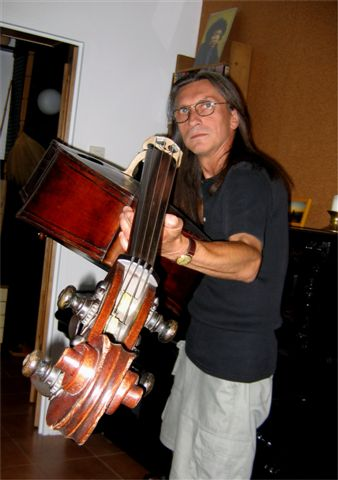
Bogdan Mizerski, Sosnowiec, 18 sierpnia 2006

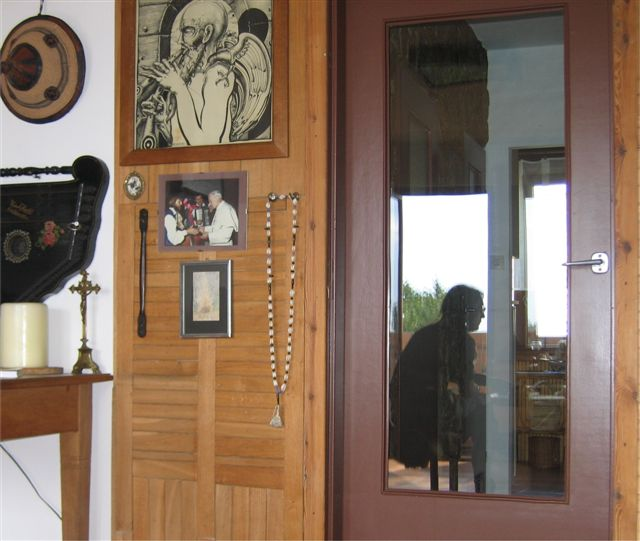
Sosnowiec, 18 sierpnia 2006 r.

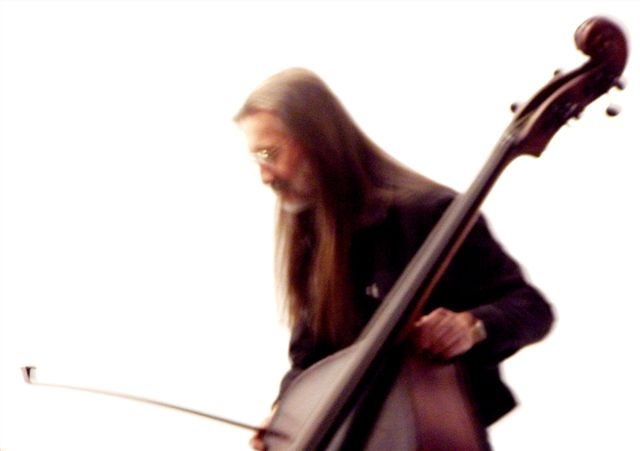

Bogdan Mizerski (ur. 27 marca 1955 w Sosnowcu) – polski artysta muzyk, kontrabasista, kompozytor, autor tekstów, producent.

## Życiorys
Eksperymentuje, łącząc kontrabas z elektroniką. Od 1977 r., razem z poetą, tłumaczem i eseistą Tadeuszem Sławkiem prezentuje niekonwencjonalne koncerty integrujące słowo z dźwiękiem (tzw. „Eseje na głos i kontrabas”). Od 1980 r. gra koncerty solowe, w latach 1982–1983 z grupą przyjaciół Krzysztofa Knittla uczestniczył w podziemnych koncertach „Solidarność” (Warszawa, Gdańsk, Łódź). Od 1985 r. występuje z recitalem „Puć tu do mnie” według Witkacego, komponuje i nagrywa muzykę dla teatru, filmu, pantomimy. Współpracował z Teatrem Witkacego w Zakopanem, Akademią Ruchu, Wrocławskim Teatrem Pantomimy, teatrem Elizabeth Czerczuk w Paryżu, Teatrem Iota Zbigniewa Waszkielewicza.
Występował z amerykańskim rabinem Shlomo Carlebachem oraz z tancerkami: Ilianą Alvarado i Almą Yoray (USA). Zrealizował autorskie formy filmowe „Galeria dźwięku”, łącząc własną muzykę ze współczesnym malarstwem polskim (Zdzisław Beksiński, Magdalena Abakanowicz, Henryk Waniek, Andrzej Szewczyk, Jerzy Duda-Gracz, Roman Kalarus).
Wraz z Krzysztofem Knittlem, Mieczysławem Litwińskim i Tadeuszem Sławkiem tworzył zespół „Light from Poland” (1985–1987).
W latach 1987–1991 był liderem, wokalistą i basistą w zespole bluesowym Blustro (Festiwal Jarocin ’88, Rawa Blues 1988–1991).
Wystąpił solo, grając transkrypcje utworów Beatlesów na stadionie, podczas festiwalu „Beatlemania” w ZSRR (1988). Grał live music do projekcji niemego filmu pt. „Gabinet doktora Caligari” (reż. Robert Wiene, Budapeszt 1995), oraz na wernisażach współczesnego malarstwa – Zdzisław Beksiński, Andrzej Szewczyk (BWA, Katowice 1995, 1996). Skomponował muzykę do plenerowego widowiska „Światło i dźwięk” (300 tysięcy widzów) na VI Międzynarodowy Pokaz Pirotechniki i Laserów (Olsztyn, województwo śląskie, 1998). Występował na Międzynarodowym Festiwalu Teatrów Eksperymentalnych Kair (1998; z Teatrem Witkacego) oraz na Międzynarodowym Festiwalu Teatralnym Awinion 2000 (Francja, z teatrem Elizabeth Czerczuk). Jego kompozycja „Yellow Vincent” prezentowana była na Bourges Festival w 2002 r. Skomponował muzykę do ekspozycji „Panorama Powstań Śląskich” (Muzeum Czynu Powstańczego na Górze Świętej Anny, 2006 r.).
Grał w zespołach muzycznych: „Strajk 80”, „Orator Magic”, „M3”, „Poesy Jazz Fraction”, „Asocjacja Andrzeja Przybielskiego”, „O.KO”. Koncerty zagraniczne: Niemcy, Francja, Egipt, Algieria, Węgry, Słowacja, b. ZSRR, Włochy. Brał udział w festiwalach muzyki współczesnej, elektronicznej, audio-art, muzyki jazzowej, bluesowej i rockowej, muzyki sakralnej i festiwalach teatralnych oraz filmowym („Era Nowe Horyzonty”, maj 2004, 2013). Współpracuje z artystami multimedialnymi, muzykami jazzowymi i improwizatorami. Współpracował z wieloma wybitnymi artystami muzyki improwizowanej.
Od 2008 r. płyty z jego muzyką są integralną częścią wydawnictw Medium Mundi. Od 2011 r. książkom towarzyszą płyty z „Esejem na głos i kontrabas”, nagrywane wraz z Tadeuszem Sławkiem, równoprawne z tekstami naukowymi zebranymi w publikacjach. Bogdan Mizerski i Tadeusz Sławek również regularnie uczestniczą z „Esejem na głos i kontrabas” w interdyscyplinarnych konferencjach naukowych z cyklu Medium Mundi.
W 2017 został odznaczony Srebrnym Medalem „Zasłużony Kulturze Gloria Artis”.
Prowadzi autorskie wydawnictwo płytowe Off Records. Jego syn, Fryderyk, jest także artystą muzykiem, puzonistą.
Mieszka w Sosnowcu.

## Dyskografia

### Płyty CD
- Witkac song (OFF RECORDS OFF 001)
- De-konstrukcje (z Tadeuszem Sławkiem; OFF RECORDS OFF 002)
- Lot nad zamkiem (OFF RECORDS OFF 003)
- Podróż mistyczna z Nysy do Barda Śląskiego (z Tadeuszem Sławkiem; OFF RECORDS OFF 004)
- Rzeczy/Teraz (z Tadeuszem Sławkiem; OFF RECORDS OFF 005)
- OD-DECH (OFF RECORDS OFF 006)
- Żaglowiec Nietzsche. Esej na głos i kontrabas (z Tadeuszem Sławkiem; OFF RECORDS OFF 007)
- Asymetria/Sen (wespół z Natalią Kruszyną; OFF RECORDS OFF 008)
- Requiem for Air (OFF RECORDS OFF 009)
- Olmaryja (z Tadeuszem Sławkiem; OFF RECORDS OFF 010)
- 9 visions (4 kompozycje, kanadyjska CLEF RECORDS 02004-2)
- Skrzydła z kwiatków (z Antonim Gryzikiem; OFF RECORDS OFF 011)
- OWO/TUŻ TUŻ (OFF RECORDS OFF 012)
- Anno Domini / Widma pamięci (OFF RECORDS 013)
- Pies Odysa (z Tadeuszem Sławkiem; OFF RECORDS OFF 014)
- Niemena Pamięci Rapsodia Żałosna (OFF RECORDS OFF 015)
- IP / Tajemnica Istnienia-Witkacemu (OFF RECORDS OFF 016)
- Bez warunków wstępnych (z Tadeuszem Sławkiem; OFF RECORDS OFF 017)
- O morzu i utracie (z Tadeuszem Sławkiem; OFF RECORDS OFF 018)
- Eine Kleine Nichtmusik (z Tadeuszem Sławkiem; OFF RECORDS OFF 019)
- Przyjaźń pór roku (z Tadeuszem Sławkiem; OFF RECORDS OFF 020)
- Medea i inne kobiety (z Tadeuszem Sławkiem i Fryderykiem Mizerskim;OFF RECORDS OFF 021)
- W Trójkącie Trzech Cesarzy. Wybudzeni ze snu. 24 Epizody (z Andrzejem Przybielskim, OFF RECORDS 024)

### Płyty winylowe
- Blustro, Blues pod kominem (Tonpress SX-T 197)
- Różni wykonawcy, Jarocin ’88 – Blustro (Polskie Nagrania „Muza” SX 2777/9)
- Casus, Casus (Tonpress S-666) – singel

### Kasety magnetofonowe
- O… (według księdza Jana Twardowskiego) (z Tadeuszem Sławkiem; Edycja Paulińska MEP P116)
- Nakłoń ucha (według Księgi Psalmów) (Deo Recordings DR-625)
- Witkacowidowisko „Puć tu do mnie” (Sonidd ARP-027)
- Blustro, Na kolanko (Edycja Paulińska MEP P110)

## Muzyka dla teatru
- Matka (według Witkacego) – Teatr Elżbiety Czerczuk, Festiwal Teatralny, Awinion 2000;
- Bal (według W. Gombrowicza) – Teatr Elżbiety Czerczuk, Festiwal Teatralny, Awinion 2000;
- Fin (według A. Artaud) – Teatr Witkacego, Międzynarodowy Festiwal Teatrów Eksperymentalnych, Kair 1998;
- Dziady (według A. Mickiewicza) – Teatr Elżbiety Czerczuk, Paryż 1998, 1999, 2001;
- Ryszard III (według W. Shakespeare’a) – Teatr Pantomimy Marka Gołębiowskiego
- Mediament; Pod spodem; Koniec – dokumentacja – Teatr IOTA;
- Imitacja – Grupa Teatralna OM, Kraków;
- Dusioł – Wrocławski Teatr Pantomimy, 2005,reż. Stefan Niedziałkowski
- Dzielenie przez zero – Teatr Śląski Katowice, reż. Henryk Baranowski

Współtworzył ponadto muzykę do:
- Przedstawienia Hamleta we wsi Głucha Dolna (reż. Olga Lipińska; Teatr TV)
- Kamasutra (reż. Wojciech Siemion); Teatr Stara Prochownia, Warszawa
- Narkotyki (według Witkacego); Teatr Komedia, Warszawa

Współpracował z Teatrem Performer z Zamościa, oraz Teatrem Akademia Ruchu z Warszawy.

## Muzyka dla filmu
- Tygrys (według W. Blake’a) (reż. Jolanta Ptaszyńska)
- Poezja Nowej Fali (R. Krynicki) (reż. Jolanta Ptaszyńska)
- Puć tu do mnie (według Witkacego) (reż. Leszek Ptaszyński)
- Jan Berdyszak/Pomiędzy (reż. M. Sikorska)
- Etiuda Rewolucyjna (reż. Piotr Bikont)
- Opowieść o człowieku (reż. K. Miller)
- Tajemnice kościołów tarnogórskich (reż. M. Wroński)